# Браунфельс
Браунфельс (нім. Braunfels) — місто в Німеччині, знаходиться в землі Гессен. Підпорядковується адміністративному округу Гіссен. Входить до складу району Лан-Дилль.
Площа — 47,29 км2. Населення становить 11 007 ос. (станом на 31 грудня 2020).